# Prisoje (Jezero)
Pour les articles homonymes, voir Prisoje.
Prisoje (en serbe cyrillique : Присоје) est un village de Bosnie-Herzégovine. Il est situé dans la municipalité de Jezero et dans la république serbe de Bosnie. Selon les premiers résultats du recensement bosnien de 2013, il compte 107 habitants.
Avant la guerre de Bosnie-Herzégovine, le village faisait entièrement partie de la municipalité de Jajce ; après la guerre, une portion de son territoire a été rattachée à la municipalité de Jezero nouvellement créée et intégrée à la république serbe de Bosnie.

## Démographie

### Évolution historique de la population dans la localité
| 1948 | 1953 | 1961 | 1971 | 1981 | 1991 | 2013 |
| ---- | ---- | ---- | ---- | ---- | ---- | ---- |
| -    | -    | 411  | 469  | 475  | 456  | 107  |

|  |